# Bão Yutu
Bão Yutu, được biết đến ở Philippines với tên gọi là Bão Rosita hay bão số 7 năm 2018 ở Việt Nam; là một cơn bão nhiệt đới mạnh đã đe dọa đảo Luzon của Philippines. Đây cũng là cơn bão nhiệt đới mạnh nhất để tác động đến quần đảo Mariana. Cơn bão thứ hai mươi sáu, bão thứ mười hai, và cơn bão thứ bảy trong mùa bão bão Thái Bình Dương 2018, nó cũng chính là siêu bão mạnh nhất thế giới năm 2018 cùng với Siêu bão Kong-rey. Yutu bắt nguồn từ một khu vực áp lực thấp hình thành ở Biển Đông vào ngày 21 tháng 10. Rối loạn tổ chức thành một áp thấp nhiệt đới trên cùng ngày, khi hàm lượng nhiệt mặt biển đại dương tăng lên. Ngay sau khi tăng cường, Trung tâm Cảnh báo Bão Liên hợp (JTWC) đã chỉ định hệ thống định danh 31W. Hệ thống tiếp tục tăng cường, trở thành một cơn bão nhiệt đới vài giờ sau đó, với Cơ quan Khí tượng Nhật Bản (JMA) đặt tên cho hệ thống Yutu. Điều kiện ngày càng thuận lợi cho phép Yutu tăng cường bùng nổ, khi hệ thống duy trì hệ thống đối lưu mạnh và sau đó đạt cấp bão nhiệt đới dữ dội ở phía tây nam Guam.Vài giờ sau, bão trở thành một cấu trúc có tổ chức. Yutu tiếp tục bùng nổ dữ dội, nhanh chóng trở thành đạt cấp bão cuồng phong và tăng cường cường độ bão siêu bão cấp 5 vào ngày 24 tháng 10. Vào ngày 25 tháng 10, Yutu đổ bộ lên đảo Tinian và cường độ đỉnh với áp suất trung tâm nhỏ nhất là 905 millibars (26,7 inHg), 10 phút duy trì gió 130 mph (215 km/h), 1 phút duy trì gió 175 mph (280 km/h), gió giật đạt 190 mph (305 km/h), là cơn bão nhiệt đới mạnh nhất thế giới vào năm 2018. Ngay sau khi đổ bộ, Yutu đã trải qua một chu trình thay thế kính mắt, khiến nó bị suy yếu trong giây lát. Duy trì trạng thái siêu bão, Yutu tiếp tục di chuyển về phía tây về phía Philippines, tiến vào khu vực trách nhiệm của Philippines (PAR).

## Lịch sử khí tượng

Đầu ngày 21 tháng 10 năm 2018, một áp thấp nhiệt đới phát triển về phía đông của Guam và quần đảo Bắc Mariana, với việc JMA bắt đầu thông báo về hệ thống. Ngay sau đó, JTWC đã giao cho cơn bão số nhận dạng 31W. Hệ thống bắt đầu tăng cường, trở thành một cơn bão nhiệt đới vài giờ sau đó, và JMA đã đặt tên hệ thống là Yutu. Điều kiện thuận lợi, bao gồm cắt gió thấp và nhiệt độ bề mặt đại dương cao, cho phép Yutu tăng cường bùng nổ vào ngày hôm sau, với cơn bão đạt tới sức mạnh bão nhiệt đới nghiêm trọng và sau đó cường độ bão vài giờ sau đó. Từ ngày 23 đến ngày 24 tháng 10, Yutu tiếp tục củng cố bùng phát dữ dội, đạt cường độ siêu bão cấp 5 vào ngày 24 tháng 10. Cơn bão tiếp tục tăng cường và hiển thị một cấu trúc đối lưu ổn định, trong khi di chuyển về phía đảo Saipan.
Khoảng 02:00 giờ địa phương vào ngày 25 tháng 10, bão Yutu đổ bộ vào Tinian và phần phía nam của Saipan ở cường độ cao nhất, là cơn bão siêu hạng tương đương loại 5, với áp suất trung tâm tối thiểu là 905 millibars (26,7 inHg) và 1 phút duy trì gió 285 km/h (180 mph), trở thành cơn bão mạnh nhất được ghi nhận để tác động đến quần đảo Bắc Mariana. Vào ngày 25 tháng 10, hệ thống đã trải qua một chu kỳ thay thế kính mắt, làm cho nó suy yếu thành một cơn bão siêu cấp 4 khi nó tiếp tục di chuyển về phía tây. Vào ngày hôm sau, Yutu hoàn thành vòng thế hoàn lưu bão, và hệ thống lấy lại cường độ cấp 5 lúc 15:00 UTC ngày hôm đó. Vào ngày 27 tháng 10, Yutu tiếp tục suy yếu và suy yếu thành cơn bão siêu hạng 4. Cùng ngày, Yutu vào Khu vực trách nhiệm của Philippines (hoặc PAR) của PAGASA, và được đặt tên là Rosita.Bão đổ bộ lên Philippines với sức gió tối đa là 140 km/h rồi suy yếu dần. Ngày 3 tháng 11, bão tan hoàn toàn ở vùng biển phía đông bắc huyện đảo Hoàng Sa.